# Alverca (stacja kolejowa)
Alverca (port: Estação Ferroviária de Alverca) – stacja kolejowa w Alverca do Ribatejo, w regionie Lizbona, w Portugalii. Jest obsługiwana wyłącznie przez pociągi podmiejskie CP Urbanos de Lisboa, w tym przez Linha de Sintra i Linha da Azambuja.

## Charakterystyka
Znajduje się w miejscowości Alverca do Ribatejo, z dostępem od strony Avenida D. Pedro.
Posiada cztery tory, o długości od 268 do 518 metrów; perony mają 90 cm wysokości i 223 metrów długości.

## Historia
Odcinek między Lizboną i Carregado została otwarta w dniu 28 października 1856. W tym samym czasie otwarto stację kolejową.

## Linie kolejowe
- Linha do Norte